# Чужой (франшиза)
«Чужой» (англ. Alien) — медиафраншиза в жанрах научно-фантастических ужасов и боевика, состоящая из оригинальной серии четырёх фильмов, которая рассказывает об уорент-офицере Эллен Рипли (Сигурни Уивер) и её битвах с внеземной формой жизни, известной как Чужой («Ксеноморф»), и серии приквелов из двух фильмов, рассказывающей об андроиде Дэвиде 8 (Майкл Фассбендер) и инопланетянах, известных как «Инженеры». Во франшизе состоят также несколько романов, комиксов и компьютерных игр.
Производством и дистрибуцией франшизы занимается кинокомпания 20th Century Studios. Серия началась с фильма Ридли Скотта «Чужой», к которому потом вышло 3 продолжения: «Чужие» Джеймса Кэмерона, «Чужой 3» Дэвида Финчера и «Чужой: Воскрешение» Жан-Пьера Жёне. Скотт также снял серию приквелов: «Прометей» и «Чужой: Завет». Последним на данный момент вышел фильм Феде Альвареса «Чужой: Ромул», действие которого происходит между первыми двумя фильмами. В 2025 году на FX on Hulu выйдет сериал «Чужой: Земля».
Также выпущена неканоничная франшиза-кроссовер с «Хищником» — «Чужой против Хищника» из двух фильмов, а также различных серий комиксов, книг и компьютерных игр.

## Киновселенная
В будущем, между XXI-м и XXIV-м веками, человечество широко освоило "космическое пространство. Слияние двух мегакорпораций — «Weyland» и «Yutani» — сделало возможным путешествия по галактике, колонизацию отдалённых планет или спутников, потенциальную добычу их ресурсов. Узнав о существовании Чужих, руководство «Weyland-Yutani» манипулирует сотрудниками и подвергает опасности экипаж своих космических кораблей, стремясь захватить образец пришельца для создания биологического оружия.

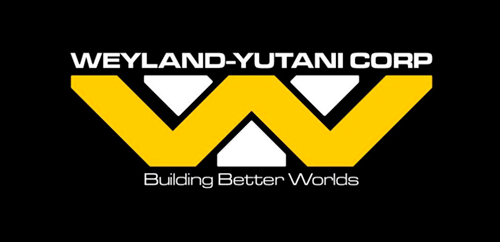

Сюжет приквелов повествует об альтернативном происхождении человеческой расы и о создании Чужих. За миллиарды лет до основных событий, член древнего гуманоидного вида, называемого «Инженерами», жертвует собой, и с помощью своей ДНК запускает процесс формирования жизни на планете. Однако по неизвестной причине Инженеры решают уничтожить население Земли с помощью специально разработанного смертоносного мутагена, в результате развития которого появляются Чужие.

## Сводная таблица фильмов и сериалов

### Полнометражные фильмы
| Фильм                         | Дата выхода     | Режиссёр(ы)         | Сценарист(ы)                              | Сюжет                                             | Продюсер(ы)                                                                                          |
| Основная серия                | Основная серия  | Основная серия      | Основная серия                            | Основная серия                                    | Основная серия                                                                                       |
| ----------------------------- | --------------- | ------------------- | ----------------------------------------- | ------------------------------------------------- | --- |
| Чужой                         | 25 мая 1979     | Ридли Скотт         | Дэн О’Бэннон                              | Дэн О’Бэннон и Рональд Шусетт                     | Гордон Кэрролл, Дэвид Гилер и Уолтер Хилл                                                            |
| Чужие                         | 18 июля 1986    | Джеймс Кэмерон      | Джеймс Кэмерон                            | Джеймс Кэмерон, Дэвид Гилер и Уолтер Хилл         | Гейл Энн Херд                                                                                        |
| Чужой 3                       | 22 мая 1992     | Дэвид Финчер        | Дэвид Гилер, Уолтер Хилл и Ларри Фергюсон | Винсент Уорд                                      | Гордон Кэрролл, Дэвид Гилер и Уолтер Хилл                                                            |
| Чужой: Воскрешение            | 26 ноября 1997  | Жан-Пьер Жене       | Джосс Уидон                               | Джосс Уидон                                       | Гордон Кэрролл, Дэвид Гилер, Уолтер Хилл и Билл Бадалато                                             |
| Прометей                      | 8 июня 2012     | Ридли Скотт         | Джон Спейтс и Деймон Линделоф             | Джон Спейтс и Деймон Линделоф                     | Дэвид Гилер, Уолтер Хилл и Ридли Скотт                                                               |
| Чужой: Завет                  | 19 мая 2017     | Ридли Скотт         | Джон Логан и Данте Харпер                 | Джек Паглен и Майкл Грин                          | Дэвид Гилер, Уолтер Хилл, Ридли Скотт, Марк Хаффам и Майкл Шефер                                     |
| Чужой: Ромул                  | 16 августа 2024 | Феде Альварес       | Феде Альварес и Родо Саягес               | Феде Альварес и Родо Саягес                       | Ридли Скотт, Уолтер Хилл, Майкл Прусс, Феде Альварес, Брент О’Коннор, Элизабет Кантильон и Том Моран |
| Кроссоверы                    |                 |                     |                                           |                                                   | |
| Чужой против Хищника          | 13 августа 2004 | Пол У. С. Андерсон  | Пол У. С. Андерсон                        | Пол У. С. Андерсон, Дэн О’Бэннон и Рональд Шусетт | Джон Дэвис, Гордон Кэрролл, Дэвид Гилер и Уолтер Хилл                                                |
| Чужие против Хищника: Реквием | 25 декабря 2007 | Грег и Колин Штраус | Шейн Салерно                              | Шейн Салерно                                      | Джон Дэвис, Дэвид Гилер и Уолтер Хилл                                                                |

### Короткометражные фильмы
| Фильм                                                       | Дата выхода                     | Режиссёр                    | Сценарист(ы)                              |
| ----------------------------------------------------------- | ------------------------------- | --------------------------- | ----------------------------------------- |
| ТЭД 2023                                                    | 28 февраля 2012                 | Люк Скотт                   | Деймон Линделоф                           |
| С Днем Рождения, Дэвид                                      | 17 апреля 2012                  | Джонни Хардстафф            | Деймон Линделоф и Джонни Хардстафф        |
| Тихий глаз: Элизабет Шоу                                    | 16 мая 2012                     | Джонни Хардстафф            | Деймон Линделоф                           |
| Проект Прометей: Миссия                                     | 30 мая 2012                     | Крис Эйрман и Эван ДеХейвен | Эшли Крэндалл, Джеймс Кобо и Нина Кауфман |
| Отзыв Weyland Industries                                    | 27 июня 2012                    | н/д                         | н/д                                       |
| Прометей Трансмиссия                                        | 11 октября 2012                 | Джонни Хардстафф            | Майкл Элленберг и Джонни Хардстафф        |
| Чужой: Завет — Пролог: Тайная вечеря                        | 22 февраля 2017                 | Люк Скотт                   | Уилл Мелтон                               |
| Чужой: Завет — Знакомьтесь, Уолтер                          | 10 марта 2017                   | Люк Скотт                   | Уилл Мелтон и Крис Айерман                |
| Чужой: Завет — Сообщения экипажа                            | 17 апреля 2017 — 20 апреля 2017 | н/д                         | н/д                                       |
| Чужой: Завет — Пролог: Пересечение                          | 26 апреля 2017                  | Ридли Скотт                 | Джон Логан и Данте Харпер                 |
| Чужой: Завет x Audi Lunar Quattro                           | 27 апреля 2017                  | Мэтью Торн                  | Джош Хилл                                 |
| Чужой: Завет — Она не пойдет тихо                           | 5 мая 2017                      | Люк Скотт                   |                                           |
| Чужой: Завет — Фобос                                        | 19 июля 2017                    | Тоби Дай                    | Джон Логан и Тоби Дай                     |
| Чужой: Завет — Адвент                                       | 15 августа 2017                 | Мэтью Торн                  | Уилл Мелтон                               |
| Чужой: Сдерживание                                          | 29 марта 2019                   | Крис Ридинг                 | Крис Ридинг                               |
| Чужой: Образец                                              | 5 апреля 2019                   | Келси Тейлор                | Келси Тейлор                              |
| Чужой: Ночная смена                                         | 12 апреля 2019                  | Эйдан Брезник               | Эйдан Брезник                             |
| Чужой: Руда                                                 | 19 апреля 2019                  | Кейли и Сэм Спир            | Кейли и Сэм Спир                          |
| Чужой: Урожай                                               | 26 апреля 2019                  | Бенджамин Хаудшелл          | Крейг Дьюи                                |
| Чужой: Один                                                 | 26 апреля 2019                  | Ной Миллер                  | Ной Миллер                                |
| Чужой: Завет — Лаборатория Дэвида: Последние признаки жизни | 15 августа 2019                 | Аллен Коломбо               | Милена Вестарб                            |

### Сериалы
| Название        | Сезон | Эпизоды | Премьерный показ | Премьерный показ | Премьерный показ | Шоураннер(ы)              |
| Название        | Сезон | Эпизоды | Премьера сезона  | Финал сезона     | Сеть             | Шоураннер(ы)              |
| --------------- | ----- | ------- | ---------------- | ---------------- | ---------------- | ------------------------- |
| Чужой: Изоляция | 1     | 7       | 28 февраля 2019  | 28 февраля 2019  | IGN              | Кинга Смит и Фабьен Дюбуа |
| Чужой: Земля    | 1     | 8       | 12 августа 2025  | 23 сентября 2025 | FX on Hulu       | Ной Хоули                 |

### Хронология повествования во вселенной
| Год  | Название                                                    | Год выхода | Прим.     |
| ---- | ----------------------------------------------------------- | ---------- | --------- |
| 2023 | ТЭД 2023                                                    | 2012       | КФ        |
| 2079 | С Днем Рождения, Дэвид                                      | 2012       | КФ        |
| 2089 | Тихий глаз: Элизабет Шоу                                    | 2012       | КФ        |
| 2091 | Прометей Трансмиссия                                        | 2012       | КФ        |
| 2092 | Проект Прометей: Миссия                                     | 2012       | КФ        |
| 2092 | Отзыв Weyland Industries                                    | 2012       | КФ        |
| 2093 | Прометей                                                    | 2012       | Фильм     |
| н/д  | Чужой: Завет — Знакомьтесь, Уолтер                          | 2017       | КФ        |
| 2094 | Чужой: Завет — Пролог: Пересечение                          | 2017       | КФ        |
| 2103 | Чужой: Завет — Фобос                                        | 2017       | КФ        |
| 2104 | Чужой: Завет — Сообщения экипажа                            | 2017       | КФ        |
| 2104 | Чужой: Завет — Пролог: Тайная вечеря                        | 2017       | КФ        |
| 2104 | Чужой: Завет x Audi Lunar Quattro                           | 2017       | КФ        |
| 2104 | Чужой: Завет — Она не пойдет тихо                           | 2017       | КФ        |
| 2104 | Чужой: Завет                                                | 2017       | Фильм     |
| 2104 | Чужой: Завет — Адвент                                       | 2017       | КФ        |
| 2117 | Чужой: Завет — Лаборатория Дэвида: Последние признаки жизни | 2019       | КФ        |
| 2119 | Чужой: Урожай                                               | 2019       | КФ        |
| 2120 | Чужой: Земля                                                | 2025       | Сериал    |
| 2122 | Чужой                                                       | 1979       | Фильм     |
| 2122 | Чужой: Руда                                                 | 2019       | КФ        |
| 2125 | Чужой: Сдерживание                                          | 2019       | КФ        |
| 2125 | Чужой: Образец                                              | 2019       | КФ        |
| 2125 | Чужой: Один                                                 | 2019       | КФ        |
| 2137 | Чужой: Изоляция                                             | 2014       | Видеоигра |
| 2142 | Чужой: Ромул                                                | 2024       | Фильм     |
| 2159 | Чужой. Из теней                                             | 2014       | Книга     |
| 2179 | Чужие                                                       | 1986       | Фильм     |
| 2179 | Чужой: Ночная смена                                         | 2019       | КФ        |
| 2179 | Aliens: Colonial Marines                                    | 2013       | Видеоигра |
| 2179 | Чужой 3                                                     | 1992       | Фильм     |
| 2198 | Aliens: Dark Descent                                        | 2023       | Видеоигра |
| 2202 | Aliens: Fireteam Elite                                      | 2021       | Видеоигра |
| 2381 | Чужой: Воскрешение                                          | 1997       | Фильм     |

## Фильмы

### Оригинальная серия

#### Чужой (1979)
Сюжет повествует об экипаже грузового космического корабля «Ностромо», вынужденного по контракту с Компанией исследовать необитаемый планетоид LV-426, на которой зафиксирован неопознанный сигнал. В результате заражения на корабль проникает инопланетная форма жизни, убивающая членов экипажа. Личинка монстра попадает внутрь человека в результате заражения человека лицехватом — существом, яйца которого откладывают взрослые особи; через несколько часов после заражения личинка Чужого вырывается из груди человека, убивая его. Чужой очень быстро растёт и имеет вместо крови жидкость, схожую с мощной кислотой. Выясняется, что Чужой нужен Компании для проведения исследований и создания биологического оружия, а специально для проведения этой миссии в экипаж был внедрён андроид. Андроид выходит из строя и пытается убить лейтенанта Элен Рипли, после чего его уничтожают. Последняя оставшаяся в живых из всего экипажа, Рипли взрывает грузовой корабль, эвакуировавшись на челноке. Однако Чужой успевает пробраться и туда, но Рипли удаётся выбросить его в открытый космос.

#### Чужие (1986)
Челнок Рипли затерялся в космосе и она находилась в анабиозе 57 лет. После обнаружения челнока Рипли проходит слушания по поводу взрыва корабля с ценным грузом, однако члены комиссии не верят в существование Чужого, к тому же на LV-426 давно высадились поселенцы; Рипли лишают звания лейтенанта. Но как раз в это время связь с поселенцами обрывается, и для выяснения обстоятельств туда отправляется отряд морских пехотинцев с Рипли в качестве консультанта. На LV-426 отряд обнаруживает целый выводок Чужих, единственным выжившим поселенцем оказывается девочка по прозвищу Ньют (Ребекка Джордан). Прилетевший вместе с пехотинцами работник Компании Картер Бёрк пытается заразить Рипли и Ньют личинками Чужого, чтобы потом пронести их на Землю, однако ему это не удаётся. В результате из всего отряда в живых остаются только капрал Хикс, андроид Бишоп, а также Рипли и Ньют. Они эвакуируются с планеты, взорвав ядерный реактор. Однако вместе с ними на корабль попадает королева Чужих — гигантская матка, откладывающая яйца с лицехватами — и наносит сильные повреждения Бишопу. Рипли с помощью погрузчика удаётся выбросить её в открытый космос.

#### Чужой 3 (1992)
На борту «Сулако», на котором летели Рипли, Капрал Хикс, Бишоп и Ньют, оказывается яйцо с лицехватом. Он успевает заразить Рипли, а затем становится причиной пожара. Корабль падает на планете-тюрьме Фиорина «Фьюри» 161. Все, кроме Рипли, погибают. Ещё один лицехват заражает пса, в результате получается новый гибрид Чужого, обладающий повышенной скоростью и ловкостью. На планете отсутствует оружие, в тюрьме содержится всего несколько десятков особо опасных заключённых, организовавших там религиозную секту. Постепенно Чужой истребляет почти всех заключённых, а Рипли узнаёт, что заражена. В итоге Чужого удаётся уничтожить, а на планету прибывают люди из Компании, уговаривающие Рипли пойти с ними. Они уверяют, что удалят из её тела зародыша Чужого, однако она, опасаясь создания биологического оружия, бросается в огромную печь.

#### Чужой: Воскрешение (1997)
Спустя двести лет после событий третьей части войска Соединённых Систем, используя образцы крови Рипли, найденные на «Фьюри» 161, клонируют её вместе с зародышем Чужого. В итоге удаётся получить несколько особей Чужих. Восьмой клон Рипли обладает некоторыми способностями Чужого — такими, как кислота в крови и обострённые чувства. На корабль «Аурига» (с лат. — «Возничий»), где происходят описанные события, прибывают контрабандисты с корабля «Бетти». Они привозят для генерала Переса груз — живых людей, которых будут использовать для разведения Чужих. Рождённые таким путём Чужие вырываются на свободу, постепенно убивая весь персонал и контрабандистов. «Аурига» движется к Земле, а оставшиеся в живых люди эвакуируются на «Бетти», устроив столкновение «Ауриги» с Землёй. Однако на «Бетти» пробирается новый Чужой, живорождённая особь, получившая ген живорождения от Рипли. В итоге Рипли также удаётся выбросить Чужого в открытый космос.

### Приквелы

#### Прометей (2012)
Изначально задумывался как приквел фильма «Чужой» 1979 года, но позже трансформировался в самостоятельный фильм, не являющийся прямым приквелом «Чужого», хотя события фильма разворачиваются всё в той же звёздной системе ζ Сетки, в 2093 году.

#### Чужой: Завет (2017)
Сиквел фильма «Прометей», вышедший в мае 2017 года.
Изначально фильм назывался «Чужой: Потерянный рай» и задумывался как прямой сиквел «Прометея», но затем его концепция поменялась, хотя действие частично продолжает историю, показанную в «Прометее». Заявлено, что фильм станет второй инсталляцией в новой трилогии, завершение которой будет логично связано с первым фильмом серии. Фильм знакомит с миром Создателей и раскрывает историю происхождения Чужого.

### Спин-офф

#### Чужой: Ромул (2024)
Ридли Скотт подтвердил в интервью возвращение к следующему продолжению фильма выживших инженеров, которые пребывали вдали от своей планеты, в то время как Дэвид уничтожил коренное население их планеты. Майкл Рейес в июле 2017 года написал в Cinema Blend, что будет лучше, если Сигурни Уивер вновь повторит роль Эллен Рипли в приквелах. По имеющимся данным, будет только один дополнительный фильм приквела («Чужой: Пробуждение»), прежде чем начнётся перезапуск вселенной «Чужого», состоящий из новой серии фильмов с совершенно новым сюжетом.. В аудиокомментариях к фильму «Чужой: Завет» Скотт подтвердил, что рабочее название продолжения: «Чужой: Завет 2». Майкл Нордин в октябре 2017 года написал в Indiewire, что «Чужой: Завет 2» «будет больше сосредоточен на тематике андроидов и искусственном интеллекте, а не на ксеноморфах».
В ноябре 2018 года журнал «Empire» объявил, что события фильма будут показаны на LV-426, и в нём будут участвовать инженеры, преследующие Дэвида после его разрушительных действий на Планете 4.
20 декабря 2022 года компания «20 век Фокс» объявила о скором начале съёмок нового фильма во франшизе с рабочим названием «Чужой: Ромул».

### Будущее
В середине 1990-х, сценарист Стюарт Хейзелдайн написал тритмент под названием Alien: Earthbound. Руководители Fox были впечатлены сценарием, прочитав после того как пост-производство «Воскрешения». По словам Сигурни Уивер, Джосс Уидон написал сценарий, к фильму «Чужой 5», действие которого происходит на Земле, но Уивер не была заинтересована в нём и хотела, чтобы его действие происходило на оригинальном планетоиде. Она осталась открытой для роли при условии, что ей понравится сюжет. До того как 20th Century Fox дала зелёный свет фильму «Чужой против Хищника», Джеймс Кэмерон сотрудничал над сюжетом для пятого фильма с другим сценаристом, но покинул производство. Кэмерон заявил, что кроссовер «убьёт действительность франшизы», и это «было как „Франкенштейн встречает человека-волка“ — „Universal просто забирает свои активы и начинает играть друг против друга“. Хотя ему понравился окончательный вариант, он исключил любое участие в в будущем серии. В конце 2008 года, Уивер в интервью MTV намекнула, что они со Скоттом работают над спин-оффом „Чужой“, который будет сосредоточен на хрониках Эллен Рипли, но продолжение истории Рипли не было материализовано.
В 2015 году, Сигурни Уивер выразила интерес повторить роль Рипли в фильме Нил Бломкампа (предварительно названном „Чужой: Пробуждение“), который должен был стать продолжением к „Чужим“, игнорируя события третьего и четвёртого фильмов. Он был отменён в пользу приквела Скотта (также предварительно названного „Чужой: Пробуждение“). В феврале 2019 года, Джеймс Кэмерон заявил, что работает над возрождением проекта Бломкампа. В июне 2020 года Brandywine Productions сообщила, что сценарий для новой фильма оригинальной серии под названием „Чужой V“, сосредоточенной вокруг Рипли, был написан Уолтером Хиллом и Дэвидом Гайлером. В интервью The Hollywood Reporter Хилл подтвердил, что предлагаемого альтернативного продолжения с участием Уивер не будет. Бломкамп повторно использовал некоторые из предложенных им концепций пятого фильма в короткометражном фильме „Ракка“ с Сигурни Уивер в главной роли.
После приобретения 21st Century Fox компанией The Walt Disney Company на CinemaCon 2019 года было официально подтверждено, что будущие фильмы „Чужой“ находятся в разработке. В мае 2019 года Variety объявил, что третий фильм-приквел был „на стадии сценария“, Ридли Скотт снова будет режиссёром. В сентября 2020 года Скотт подтвердил, что работа над следующей фильмом продолжается, но не определился с тем, будет ли он связан с фильмами „Прометей“ и „Чужой: Завет“.

## Другие фильмы
- „Чужой против Хищника“ (англ. AVP: Alien vs. Predator; 2004)[28]
- „Чужие против Хищника: Реквием“ (англ. Aliens vs. Predator: Requiem; 2007)[29]
- К 40-летию выхода на экраны „Чужого“ студия 20th Century Fox выпустила антологию „Alien: 40th Anniversary Shorts“ из шести короткометражек, посвященных вселенной Чужих. Их сняли молодые режиссёры:
  - „Чужой: Заражение“ (англ. Alien: Containment; 2019)
  - „Чужой: Образец“ (англ. Alien: Specimen; 2019)
  - „Чужой: Ночная смена“ (англ. Alien: Night Shift; 2019)
  - „Чужой: Руда“ (англ. Alien: Ore; 2019)
  - „Чужой: Одна“ (англ. Alien: Alone; 2019)
  - „Чужой: Жатва“ (англ. Alien: Harvest; 2019)[30]

## Персонажи
| Персонаж                        | Антология фильмов  | Антология фильмов         | Антология фильмов | Антология фильмов            | Антология фильмов               | Антология фильмов          | Антология фильмов             | Веб-сериал                 | Телесериал   | Аудио драмы Audible | Аудио драмы Audible | Аудио драмы Audible | Аудио драмы Audible |
| Персонаж                        | Чужой              | Чужие                     | Чужой³            | Чужой: Воскрешение           | Прометей                        | Чужой: Завет               | Чужой: Ромул                  | Чужой: Изоляция            | Чужой: Земля | Чужой: Из теней     | Чужой: Река боли    | Море печали         | Чужой III           |
| ------------------------------- | ------------------ | ------------------------- | ----------------- | ---------------------------- | ------------------------------- | -------------------------- | ----------------------------- | -------------------------- | ------------ | ------------------- | ------------------- | ------------------- | ------------------- |
| Персонаж                        | 1979               | 1986                      | 1992              | 1997                         | 2012                            | 2017                       | 2024                          | 2019                       | 2025         | 2016                | 2017                | 2018                | 2019                |
| Основной состав                 |                    |                           |                   |                              |                                 |                            |                               |                            |              |                     |                     |                     |                     |
| Эллен Рипли                     | Сигурни Уивер      | Сигурни Уивер             | Сигурни Уивер     | Сигурни Уивер                |                                 |                            |                               | Андреа ДэкГ                |              | Лорел Лефкоу        | Лорел Лефкоу        | Лорел Лефкоу        | Лорел Лефкоу        |
| Чужие                           | Боладжи Бадеджо    | Карт Туп                  | Том Вудрафф мл.   | Том Вудрафф мл.              | Появляется                      | Эндрю КроуфордГоран Д’Клюе | Тревор НьюлинРоберт Боброцкий | Появляется                 | Появляется   | Появляется          | Появляется          | Появляется          | Появляется          |
| Эш / Рук                        | Иэн Холм           | Иэн ХолмФ                 |                   |                              |                                 |                            | Иэн ХолмКА                    |                            |              | Рутгер ХауэрГ       |                     |                     |                     |
| Бишоп II Майкл Бишоп Вейланд    |                    | Лэнс Хенриксен            | Лэнс Хенриксен    |                              |                                 |                            |                               |                            |              |                     |                     |                     | Лэнс ХенриксенГ     |
| Ребекка „Ньют“ Джорден          |                    | Кэрри Хенн                | Даниэль Эдмонд    |                              |                                 |                            |                               |                            |              | Майрид ДоэртиГ      |                     | Майрид ДоэртиГ      |                     |
| Дуэйн Хикс                      |                    | Майкл Бин                 | Майкл БинФ        |                              |                                 |                            |                               |                            |              |                     |                     |                     | Майкл БинГ          |
| Энн Джорден                     |                    | Холли Де Йонг             |                   |                              |                                 |                            |                               |                            |              |                     | Анна ФрилГ          |                     |                     |
| Аманда "Эми" Рипли-МакЛарен     |                    | Элизабет ИнглисРФ         |                   |                              |                                 |                            |                               | Андреа ДэкГКезия БерроузЗД |              |                     |                     |                     |                     |
| Рипли 8                         |                    |                           |                   | Сигурни УиверНиколь ФеллоузМ |                                 |                            |                               |                            |              |                     |                     | Лорел ЛефкоуГ       |                     |
| Аннали Колл                     |                    |                           |                   | Вайнона Райдер               |                                 |                            |                               |                            |              |                     |                     |                     |                     |
| Элизабет М. Шоу                 |                    | Нуми РапасЛюси ХатчинсонМ | Нуми РапасФ       |                              |                                 |                            |                               |                            |              |                     |                     |                     |                     |
| Дэвид8                          |                    |                           |                   |                              | Майкл Фассбендер                | Майкл Фассбендер           |                               |                            |              |                     |                     |                     |                     |
| Питер Вейланд                   |                    |                           |                   |                              | Гай Пирс                        | Гай ПирсН                  |                               |                            |              | Гай ПирсГ           |                     |                     |                     |
| Чарли Холлоуэй Charlie Holloway |                    |                           |                   |                              | Логан Маршалл-Грин              | Логан Маршалл-ГринФ        |                               |                            |              |                     |                     |                     |                     |
| Второстепенный состав           |                    |                           |                   |                              |                                 |                            |                               |                            |              |                     |                     |                     |                     |
| Артур Даллас                    | Том Скерритт       | Том СкерриттФ             |                   |                              |                                 |                            |                               |                            |              |                     |                     |                     |                     |
| Джоан Ламберт                   | Вероника Картрайт  | Вероника КартрайтФ        |                   |                              |                                 |                            |                               |                            |              |                     |                     |                     |                     |
| Сэмюэл Бретт                    | Гарри Дин Стэнтон  | Гарри Дин СтэнтонФ        |                   |                              |                                 |                            |                               |                            |              |                     |                     |                     |                     |
| Гилберт Кейн                    | Джон Хёрт          | John HurtФ                |                   |                              |                                 |                            |                               |                            |              |                     |                     |                     |                     |
| Дэннис Паркер                   | Яфет Котто         | Яфет КоттоФ               |                   |                              |                                 |                            |                               |                            |              |                     |                     |                     |                     |
| MU / TH / UR 6000 "Мама / Папа" | Хелен ХортонГ      |                           |                   | Стивен ГилборнГ              |                                 | Лорелей КингГ              |                               |                            |              | Tom AlexanderГ      |                     |                     | Лорелей КингГ       |
| Джонси                          | Различные животные | Различные животные        |                   |                              |                                 |                            |                               |                            |              | Различные животные  | Различные животные  |                     |                     |
| Создатели                       | Появляются         |                           |                   |                              | Иэн УайтДжон ЛебарДэниэл Джеймс | Появляются                 |                               | Появляются                 |              |                     |                     |                     |                     |
| Скотт Горман                    |                    | Уильям Хоуп               |                   |                              |                                 |                            |                               |                            |              | Уильям ХоупГ        |                     |                     |                     |
| Ал Симпсон                      |                    | Мак Макдональд            |                   |                              |                                 |                            |                               |                            |              | Мак МакдональдГ     |                     |                     |                     |
| Джерниган                       |                    | Стюарт Миллиган           |                   |                              |                                 |                            |                               |                            |              | Стюарт МиллиганГ    |                     |                     |                     |
| Расс Джорден                    |                    | Джей Бенедикт             |                   |                              |                                 |                            |                               |                            |              | Марк УорренГ        |                     |                     |                     |
| Тимми Джорден                   |                    | Кристофер Хенн            |                   |                              |                                 |                            |                               |                            |              | Мэтт Кит РаухГ      |                     |                     |                     |
| Хадсон                          |                    | Билл ПэкстонГ             |                   |                              |                                 |                            |                               |                            |              |                     |                     |                     |                     |

## Состав команды
| Роль             | Основная серия                                                                | Основная серия                                               | Основная серия                          | Основная серия                          | Серия приквелов                                                                  | Серия приквелов                               | Отдельный фильм                                                                   |
| Роль             | Чужой                                                                         | Чужие                                                        | Чужой 3                                 | Чужой: Воскрешение                      | Прометей                                                                         | Чужой: Завет                                  | Чужой: Ромул                                                                      |
| Роль             | 1979                                                                          | 1986                                                         | 1992                                    | 1997                                    | 2012                                                                             | 2017                                          | 2024                                                                              |
| ---------------- | ----------------------------------------------------------------------------- | ------------------------------------------------------------ | --------------------------------------- | --------------------------------------- | -------------------------------------------------------------------------------- | --------------------------------------------- | --------------------------------------------------------------------------------- |
| Режиссёры        | Ридли Скотт                                                                   | Джеймс Кэмерон                                               | Дэвид Финчер                            | Жан-Пьер Жене                           | Ридли Скотт                                                                      | Ридли Скотт                                   | Феде Альварес                                                                     |
| Производители    | 20th Century Fox Brandywine Productions Brandywine-Ronald Shusett Productions | 20th Century Fox SLM Production Group Brandywine Productions | 20th Century Fox Brandywine Productions | 20th Century Fox Brandywine Productions | 20th Century Fox TSG Entertainment Scott Free Productions Brandywine Productions | Scott Free Productions Brandywine Productions | 20th Century Fox Dune Entertainment Scott Free Productions Brandywine Productions |
| Распространитель | 20th Century Fox                                                              | 20th Century Fox                                             | 20th Century Fox                        | 20th Century Fox                        | 20th Century Fox                                                                 | 20th Century Fox                              | 20th Century Studios (Walt Disney Studios Motion Pictures)                        |
| Длительность     | 117 минут                                                                     | 137 минут                                                    | 114 минут                               | 109 минут                               | 124 минут                                                                        | 123 минут                                     | 119 минут                                                                         |
| Дата релиза      | 25 мая 1979                                                                   | 18 июля 1986                                                 | 22 мая 1992                             | 26 ноября 1997                          | 8 июня 2012                                                                      | 19 мая 2017                                   | 16 августа 2024                                                                   |

## Приём

### Бюджет и кассовые сборы
| Фильм                | Дата релиза     | Кассовые сборы | Кассовые сборы   | Кассовые сборы | Бюджет      | Ссылки |
| Фильм                | Дата релиза     | В США          | В других странах | Во всём мире   | Бюджет      | Ссылки |
| -------------------- | --------------- | -------------- | ---------------- | -------------- | ----------- | ------ |
| Чужой                | 25 мая 1979     | 81 900 459 $   | 24 385 063 $     | 106 285 522 $  | 11,0 млн $  | [ 31 ] |
| Чужие                | 14 июля 1986    | 85 160 248 $   | 45 900 000 $     | 131 060 248 $  | 18,5 млн $  | [ 32 ] |
| Чужой 3              | 19 мая 1992     | 55 473 545 $   | 104 340 953 $    | 159 814 498 $  | 50,0 млн $  | [ 33 ] |
| Чужой 4: Воскрешение | 6 ноября 1997   | 47 795 658 $   | 113 580 411 $    | 161 376 069 $  | 75,0 млн $  | [ 34 ] |
| Прометей             | 11 апреля 2012  | 126 477 084$   | 276 877 385 $    | 403 354 469 $  | 130 млн $   | [ 35 ] |
| Чужой: Завет         | 4 мая 2017      | 74 262 031 $   | 166 629 732 $    | 240 891 763 $  | 97,0 млн $  | [ 36 ] |
| Чужой: Ромул         | 16 августа 2024 | 105 313 091 $  | 245 483 853 $    | 350 796 944 $  | 80 млн $    | [ 37 ] |
| Всего                | Всего           | 558 266 543$   | 1 122 955 136$   | 1 681 221 679$ | 444,7 млн $ |        |

### Критика и реакция аудитории
| Фильмы               | Rotten Tomatoes     | Metacritic       |
| -------------------- | ------------------- | ---------------- |
| Чужой                | 98 % (125 рецензий) | 89 (34 рецензии) |
| Чужие                | 97 % (76 рецензий)  | 84 (22 рецензии) |
| Чужой 3              | 43 % (58 рецензий)  | 59 (20 рецензии) |
| Чужой 4: Воскрешение | 54 % (81 рецензия)  | 63 (21 рецензия) |
| Прометей             | 73 % (306 рецензии) | 64 (43 рецензия) |
| Чужой: Завет         | 65 % (406 рецензий) | 65 (52 рецензии) |
| Чужой: Ромул         | 80 % (381 рецензия) | 64 (57 рецензий) |
| Средний %            | 71,67               | 70,67            |

### Награды

#### Премия «Оскар»
| Категория                     | Фильмы                                                                            | Фильмы                                                                          | Фильмы                                                                 | Фильмы             | Фильмы                                                             | Фильмы       |
| Категория                     | Чужой                                                                             | Чужие                                                                           | Чужой 3                                                                | Чужой: Воскрешение | Прометей                                                           | Чужой: Завет |
| ----------------------------- | --------------------------------------------------------------------------------- | ------------------------------------------------------------------------------- | ---------------------------------------------------------------------- | ------------------ | ------------------------------------------------------------------ | ------------ |
| Женская роль                  |                                                                                   | Номинация (Сигурни Уивер, за роль Эллен Рипли)                                  |                                                                        |                    |                                                                    |              |
| Работа художника-постановщика | Номинация (Майкл Сеймур, Лесли Дилли, Роджер Кристиан и Йен Уитэйкер)             | Номинация (Питер Ламонт и Криспиан Саллис)                                      |                                                                        |                    |                                                                    |              |
| Музыка к фильму               |                                                                                   | Номинация (Джеймс Хорнер)                                                       |                                                                        |                    |                                                                    |              |
| Монтаж                        |                                                                                   | Номинация (Рэй Лавджой)                                                         |                                                                        |                    |                                                                    |              |
| Звук                          |                                                                                   | Номинация (Грэм Ви Хартстоун, Николя Ле Мессюрье, Майкл Эй Картер и Рой Чарман) |                                                                        |                    |                                                                    |              |
| Звуковой монтаж               |                                                                                   | Победа (Дон Шарп)                                                               |                                                                        |                    |                                                                    |              |
| Визуальные эффекты            | Победа (Х. Р. Гигер, Карло Рамбальди, Брайан Джонсон, Ник Оллдер и Дэннис Айлинг) | Победа (Роберт Скотак, Стэн Уинстон, Джон Ричардсон и Сюзанн Эм Бенсон)         | Номинация (Ричард Эдланд, Алек Гиллис, Том Вудрафф мл. и Джордж Гиббс) |                    | Номинация (Ричард Стаммерс, Тревор Вуд, Чарли Хенли и Мартин Хилл) |              |

## Телевидение
В декабре 2020 года стало известно, что началась разработка телесериала по франшизе «Чужих», который должен будет выйти на платформе FX on Hulu. Его действие будет происходить на Земле в недалёком будущем. В 2024 году стало известно название — «Чужой: Земля».